# Пичуга (Волгоградская область)
Пичу́га — село в Дубовском районе Волгоградской области, административный центр Пичужинского сельского поселения.
Село (ранее станица Пичужинская) находится на правом берегу реки Волги, в 13 км к юго-западу от Дубовки и 27 км от Волгограда.

## История
Основано в 1783 году как станица Пичужная (по другим данным село было основано в 1777 году и носило название Красноглиновка). Первыми жителями станицы были волжские казаки, ранее участвовавшие в восстании Пугачева. В 1802 году станица Пичужинская причислена к Астраханскому казачьему войску.
В 1836 году построена Вознесенская церковь. В 1888 году открыта церковно-приходская школа. В начале XX века в станице имелись сады, два училища (мужское и женское), мельницы, амбары для ссыпки хлеба. Казаки станицы несли службы на кордонах в ставке хана киргизской орды, в калмыцких улусах и других постах Астраханской кордонной линии.
Пичужинская станица с 1897 года стала местом ежегодных лагерных сборов казаков 2 отдела. Лагерные здания были расположены на левом берегу речки Пичуга у впадения ещё в Волгу.
В 1910 году в станице было 648 дворов и 3701 душа обоего пола в том числе: 1811 мужского пола и 1890 — женского. В общее число жителей входили 903 души проживавших на хуторах, входивших в состав станции Пичужинская.

## Население
Динамика численности населения по годам:
| 1860 | 1897 | 2002 |
| ---- | ---- | ---- |
| 1823 | 2821 | 1271 |

| 2010 |
| ---- |
| 1349 |

### Известные жители
- Китаев, Николай Трофимович (1917, село Пичуга — 2000) — Герой Советского Союза.
- Мордвинцев, Павел Яковлевич (1905—1978) — генерал-лейтенант, участник Гражданской и Великой Отечественной войны.

## Экономика
Основные отрасли экономики: сельское хозяйство.
В настоящее время в селе действуют школа, семь магазинов, кафе, рыбный цех по переработке и копчению рыбы, пекарня, почта и больница.

## Улицы
Волгоградская, Волгоградский пер, Волжская, Восточный пер, Гагарина пер, Гагарина, Горная, Интернациональная, Китаева Н. Т., Комсомольская, Ленина, Ленинградская, Лесная, Лесной пер, Мира, Московская, Мостовая, Мостовой пер, Набережная, Набережный пер, Новый пер, Овражный пер, Пермская, Пермский пер, Песчаная, Пионерская, Приволжская, Свердлова, Свердлова пер, Северный пер, Сосновая, Степная, Степной пер, Черёмуховая, Школьная

## Археология
Галечные индустрии, аналогичные находкам каменных орудий в Пичуге на Волге, обнаружены на Южном берегу Крыма в районе Ялты, в местонахождении близ посёлка Гаспра.